# Hrvatska narodna stranka (1925.)
Hrvatska narodna stranka bila je hrvatska politička stranka. 
Osnovao ju je 1. siječnja 1925. Đuro Šurmin, koji je bio i njen čelnik. 
Stranka se definirala kao jer "uvažava državnu našu snagu u jedinstvenom istupu kao kraljevima
prema stranom svijetu."
Organ stranke bio je dnevni list Hrvatski pokret iz Zagreba. List je počeo izlaziti nekoliko dana uoči skupštinskih izbora. 
Program stranke sastojao se od osam točaka:
- 1.: poštovanje svetinja hrvatskog naroda, izražava se odlučno protivljenje svakoj plemenskoj premoći bilo od strane Srba bilo od strane Hrvata
- 2.: potpuna ravnopravnost u svim državnim poslovima. »Za potrebe Hrvatske ima doći do izražaja pravo samostalne odluke hrvatskog naroda kako se to ima pokazati u reviziji ustava, koju imaju u sporazumu provesti Srbi i Hrvati prema potrebama naroda« (bitno je uočiti da nigdje ne spominje Slovence!).
- 3.: najglavniju brigu posvetiti podizanju privrede i narodnog bogatstva, posebice seljaštva "organizovanjem njegove proizvodne snage na zadružnom temelju" i "Seljak mora biti vlasnik zemlje koju obrađuje a država se mora brinuti o uređenju zadrugarstva, koje će se urediti po načelu prometa robe: od proizvođača do potrošača"
- 4.: rješenje međunarodnog Kraljevine SHS i u tom duhu surađivati sa svakom srpskom i slovenskom strankom kojoj je u političkom pogledu na prvom mjestu briga za jedinstvenu državu
- 5.: zalaganje za bezuvjetnu vjersku ravnopravnost, jer su stava da vjera ne može biti mjerilo za određivanje državne politike
- 6.: Posebnim zakonima "u duhu pravičnosti i čovječnosti" urediti odgojne, kulturne i privredne zadaće obitelji, posebice seljačke i radnničke
- 7.: Država mora posebnim zakonom urediti opću radinost državljana, s naglaskom na osiguravanje industrijske i obrtne proizvodnje te posebnim zakonom ima osigurati radnička prava.
- 8.: Nacionalne manjine smatra ravnopravnim državljanima i u tom duhu stranka je u duhu međunarodnih ugovora. Nacionalne manjine mogu biti i članovi ove stranke.

Potporu mu je obećao Stjepan Zagorac, jer smatra akciju početkom kristalizacije i pozitivnog rada. Kritizirao je Šurmina, napisavši da smatra zdravom samo politiku koja prima teoriju triju plemena sa tri ravnopravna plemenska imena, ali hoće jedan narod, kojemu treba sporazumno dati jedno državno i narodno ime i zagovarao je stvaranje "jednog zajedničkog jugoslavenskog tabora zajedno sa Srbima i Slovencima".
Predizborne skupštine najviše su okupile obrtnike. Stranka je dala kandidatske liste za skupštinske izbore samo u Zagrebu i Rumi. Stranka nije polučila uspjeh ni po okupljanju članstva ni po izbornim rezultatima. 